# Carlos Hernández Valverde
Carlos Hernández Valverde (* 9. April 1982 in La Pastora) ist ein costa-ricanischer Fußballspieler.

## Leben
Hernández, der in der Provinz San José aufgewachsen ist, wurde in seiner Jugend vom Hauptstadtverein LD Alajuelense entdeckt und ins Team geholt. Dort gab er mit 19 Jahren sein Erstligadebüt und gehört seitdem zum erfolgreichsten Verein des letzten Jahrzehnts. Neben drei Landesmeisterschaften gewann man in seiner Zeit auch die mittelamerikanische Vereinsmeisterschaft, den CONCACAF Champions Cup 2004.
Seit der Jugend spielt er auch schon in den verschiedenen Landesauswahlen. Mit der U20 nahm er 2001 an der Junioren-WM in Argentinien teil und mit dem U23-Olympiateam war er bei den Olympischen Spielen 2004 in Athen dabei. Im selben Jahr kam auch sein erster Einsatz für die costa-ricanische A-Nationalmannschaft. Der schussstarke Mittelfeldspieler, der für seine strammen Fernschüsse bekannt ist, spielt seitdem regelmäßig für sein Land und erzielte wichtige Tore unter anderem in der erfolgreichen Qualifikation für die Fußball-Weltmeisterschaft 2006 in Deutschland. Dort war er gesetzt im WM-Aufgebot Costa Ricas.
2007 wurde er an Melbourne Victory nach Australien verliehen. Er trug in der Saison 2008/2009 maßgeblich zum Gewinn der Meisterschaft bei und auf Melbourner Seite versuchte man nun alles, Hernández fest zu verpflichten. Hernandez entschied sich allerdings für einen Wechsel nach Indien zu Prayag United.
Im Sommer 2013 wechselte er zurück in die A-League, wo er einen Vertrag beim neuseeländischen Vertreter Wellington Phoenix unterschrieb.

## Titel/Erfolge
- CONCACAF-Champions-Cup-Sieger: 2004
- Costa-ricanischer Meister: 2002, 2003, 2005
- Australischer Meister: 2008/09